# Skansen w Starej Lubowli
Skansen w Starej Lubowli (Skansen Lubowniański, Skansen w Starej Lubovni) – skansen, muzeum architektury ludowej na otwartym powietrzu, w mieście Lubowla (Stara Lubowla), założony w 1956 r. we wschodniej części Słowacji.
Na terenie skansenu znajdują się obiekty budownictwa sakralnego (cerkiew greckokatolicka), domy mieszkalne, budynki gospodarcze i warsztatowe (kuźnia, młyn, warsztat stolarski), a także budynek szkolny.

## Zabytki
- Cerkiew greckokatolicka p.w. św. Michała Archanioła z Matysovej, drewniana z 1833 r.
- Dom mieszkalny ze wsi Velky Lipnik, zrębowy, trójdzielny z 1922 r.
- Sezonowe budynki polaniarskie z Litmanovej
- Sypaniec (spichlerz) z Veľkej Lesnej na Zamagurzu Spiskim
- Dom bogatego rolnika – wójta z Veľkej Lesnej z 1909 r.
- Dom pasterza z Litmanowej z 1921 r.
- Zagroda chłopska z Údola z I. poł. XX w. (dom, stajnia, stodoła i spichlerz)
- Dom rodzinny z Údola z 1947 r. z ekspozycją przedstawiająca wnętrze szkoły
- Stolarnia (wybudowany na wzór oryginału z 1928 r.) z wyposażeniem warsztatowym
- Dom z Jarabiny (Jarzębina), zrębowy na wysokiej kamiennej podmurówce, z 1930 r.
- Dom mieszkalny z Jakubian z 1938 r.
- Budynek gospodarczy z Ruskiej Woli z 1945 r. z ekspozycją belek stropowych
- Dom mieszkalny z Kremnej z początku XX w.
- Zagroda bezrolnego chłopa z Kamienki, z XIX w.
- Kaplica p.w. św. Józefa (kopia obiektu z 1730 r. z Gniazd)
- Kuźnia Bartolomeja Sekeráka z Torysy, z XIX w.
- Młyn z Sulina z bogatym wyposażeniem technicznym[1]

## Galeria

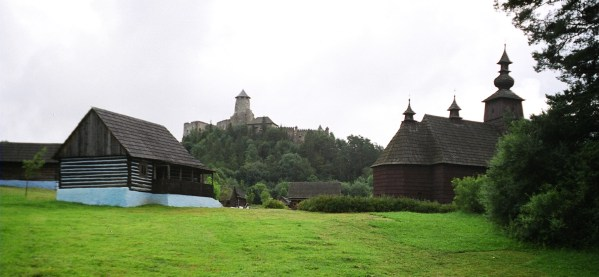
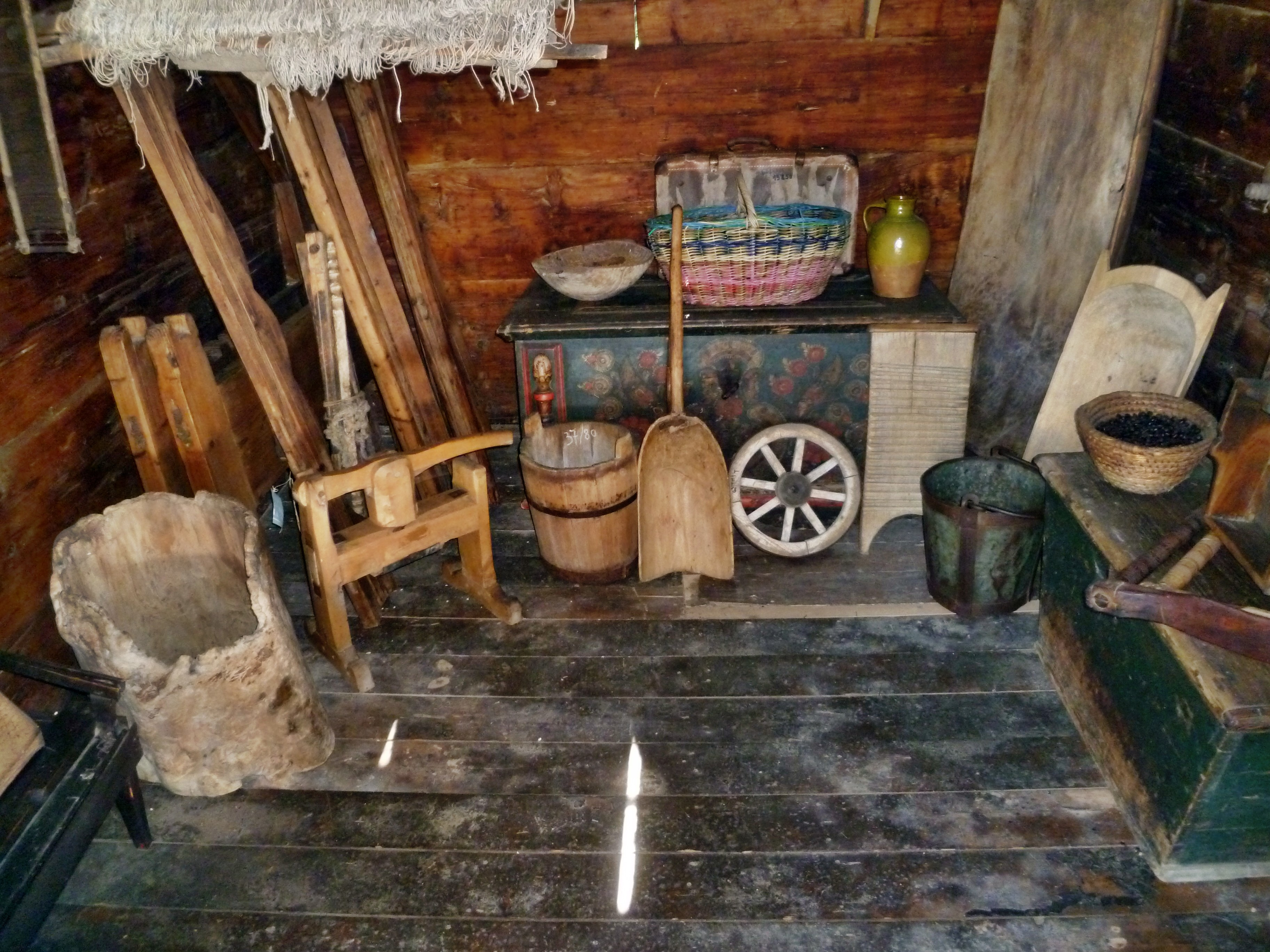
Wnętrze domu z wsi Jakubany
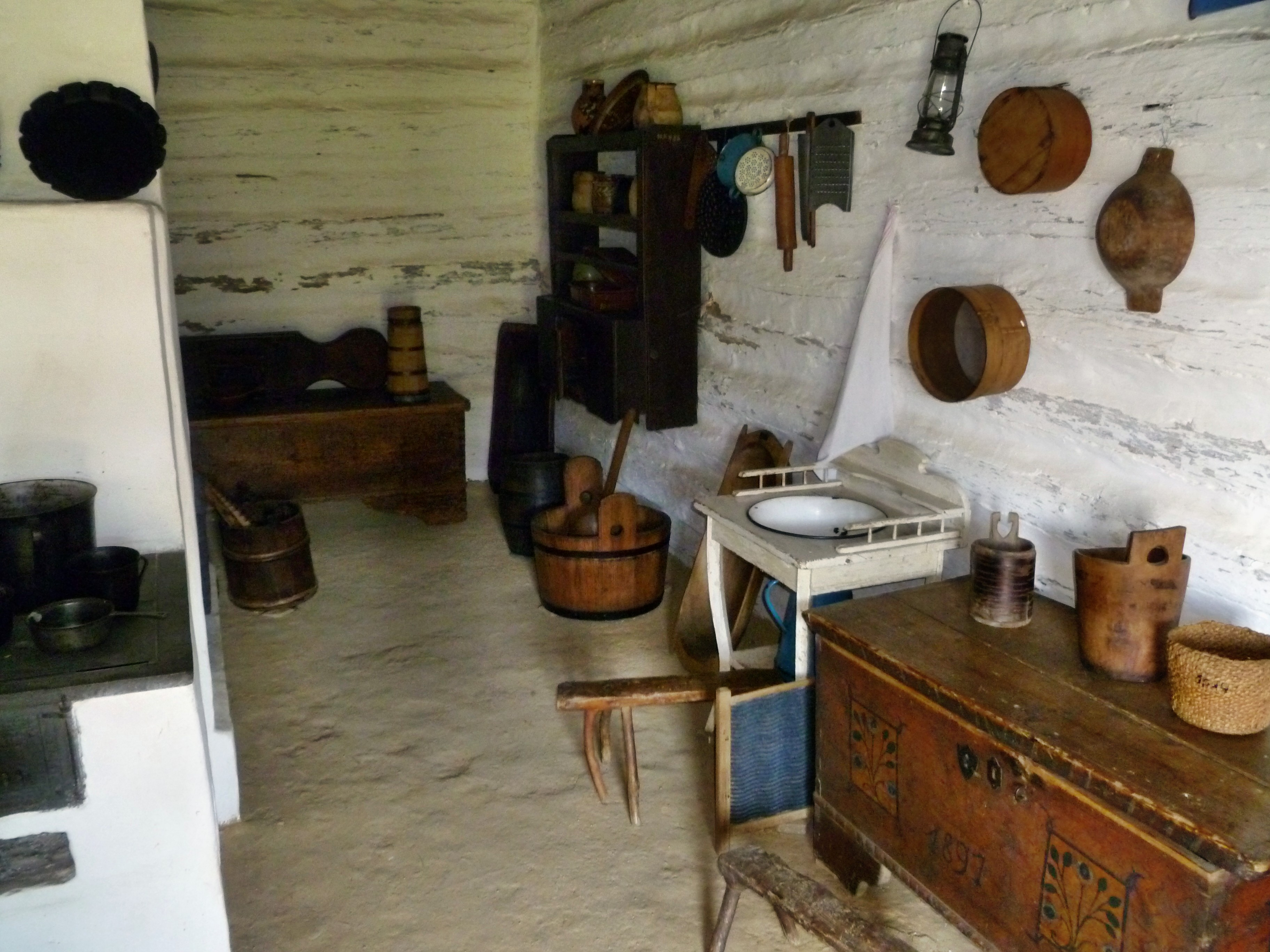
Wnętrze domu Udolu
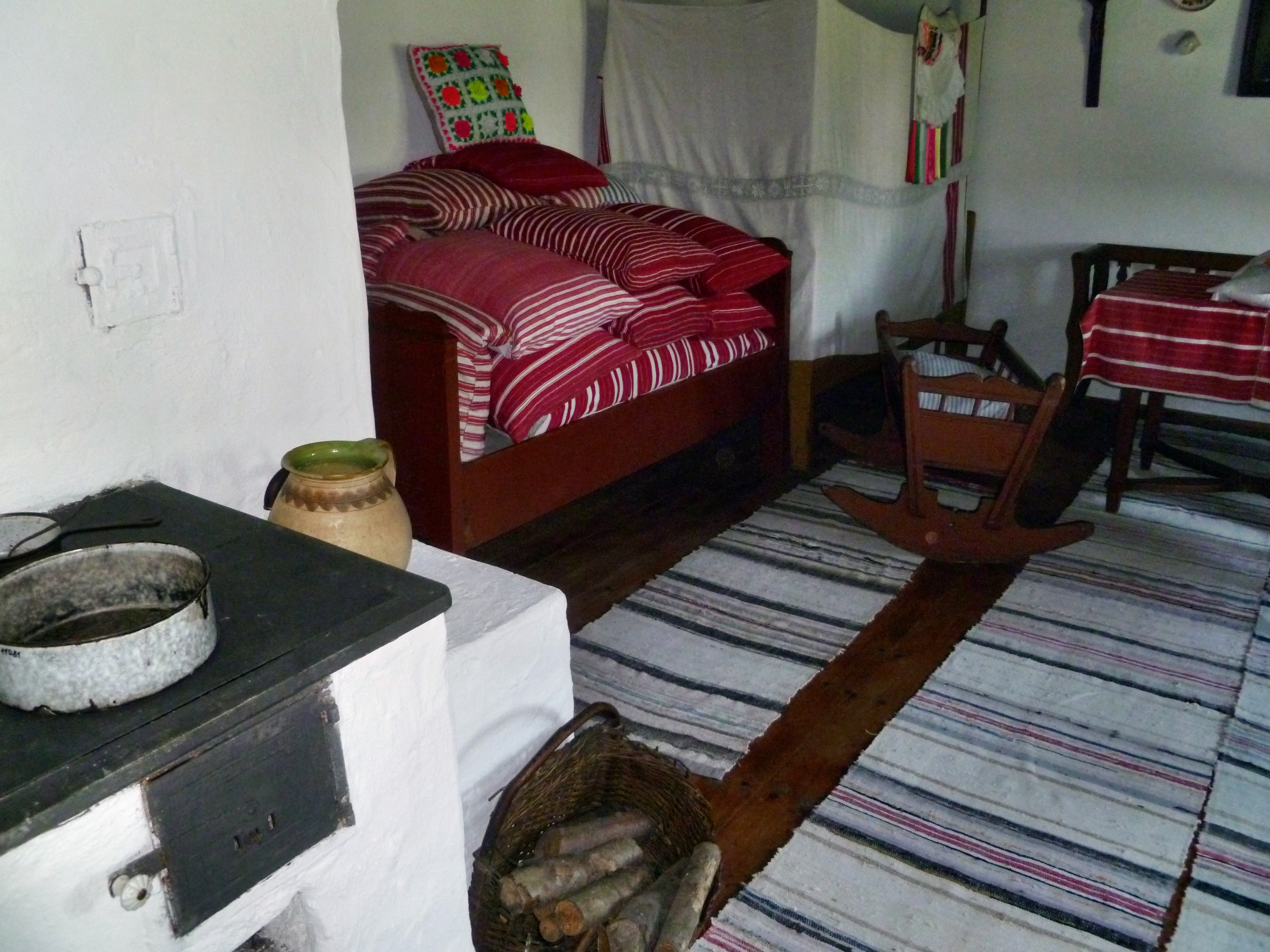
Pokój główny w domu z wsi Jakubany
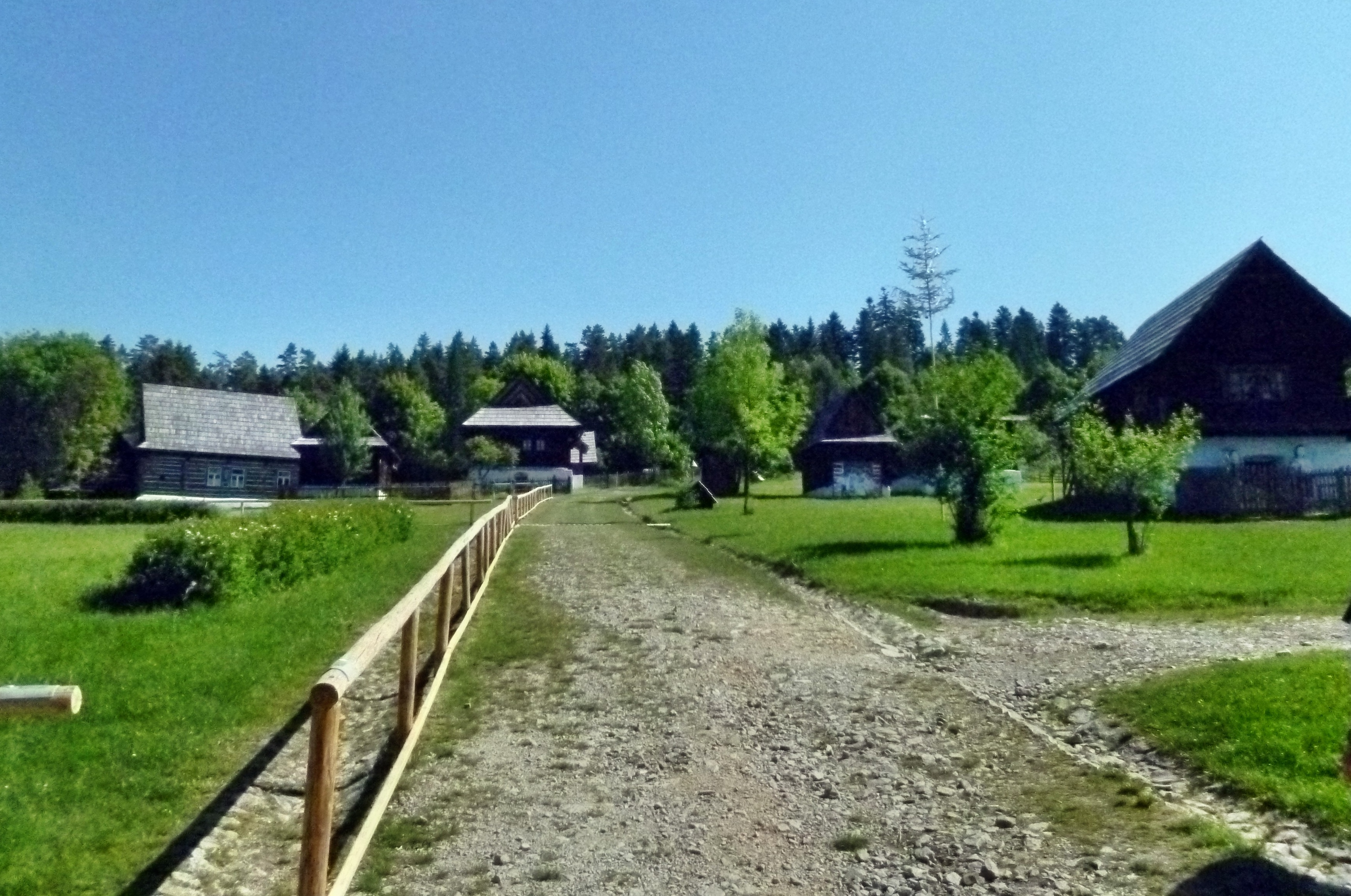
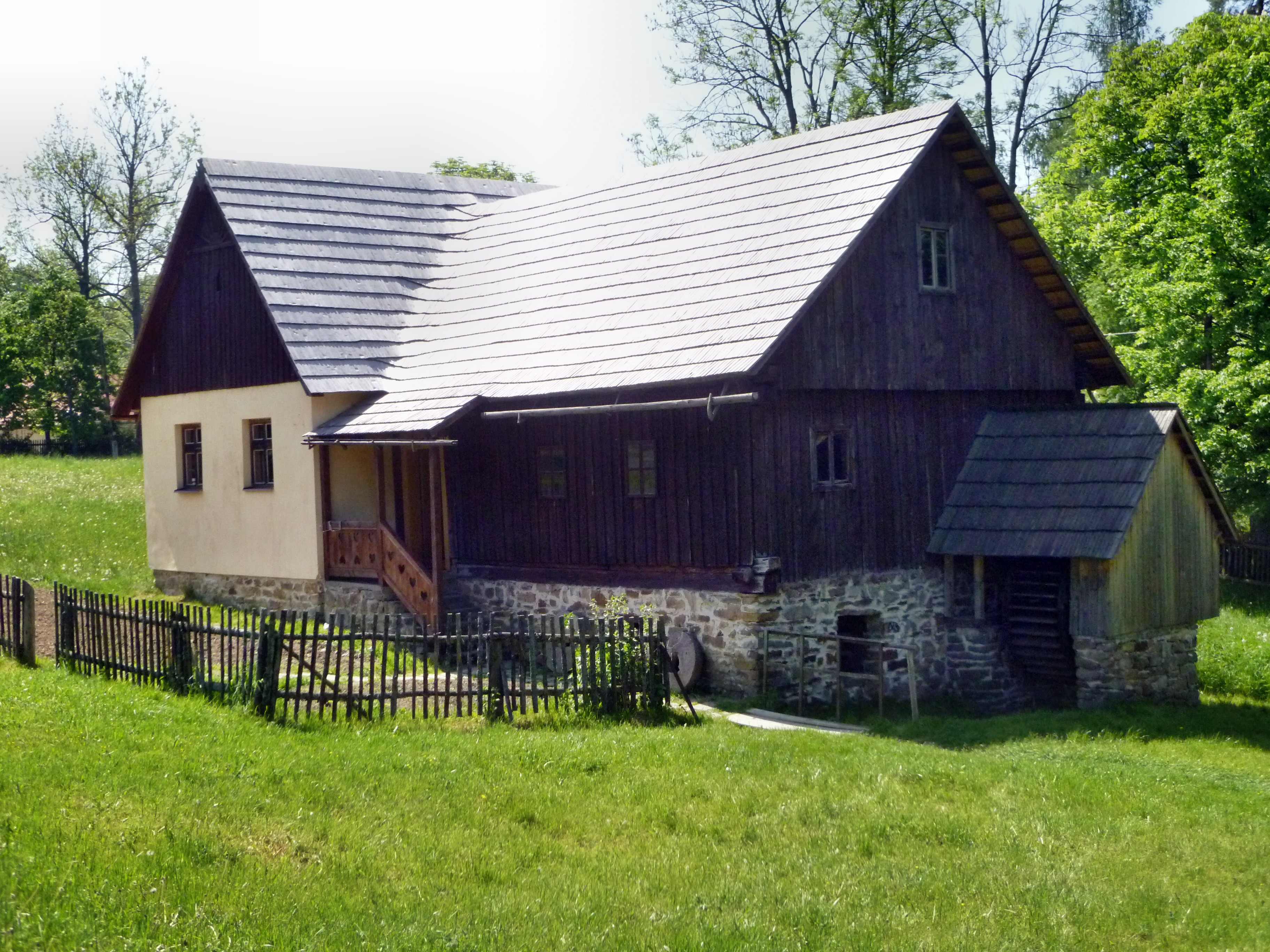
Warsztat kowalski i młyn z Sulina
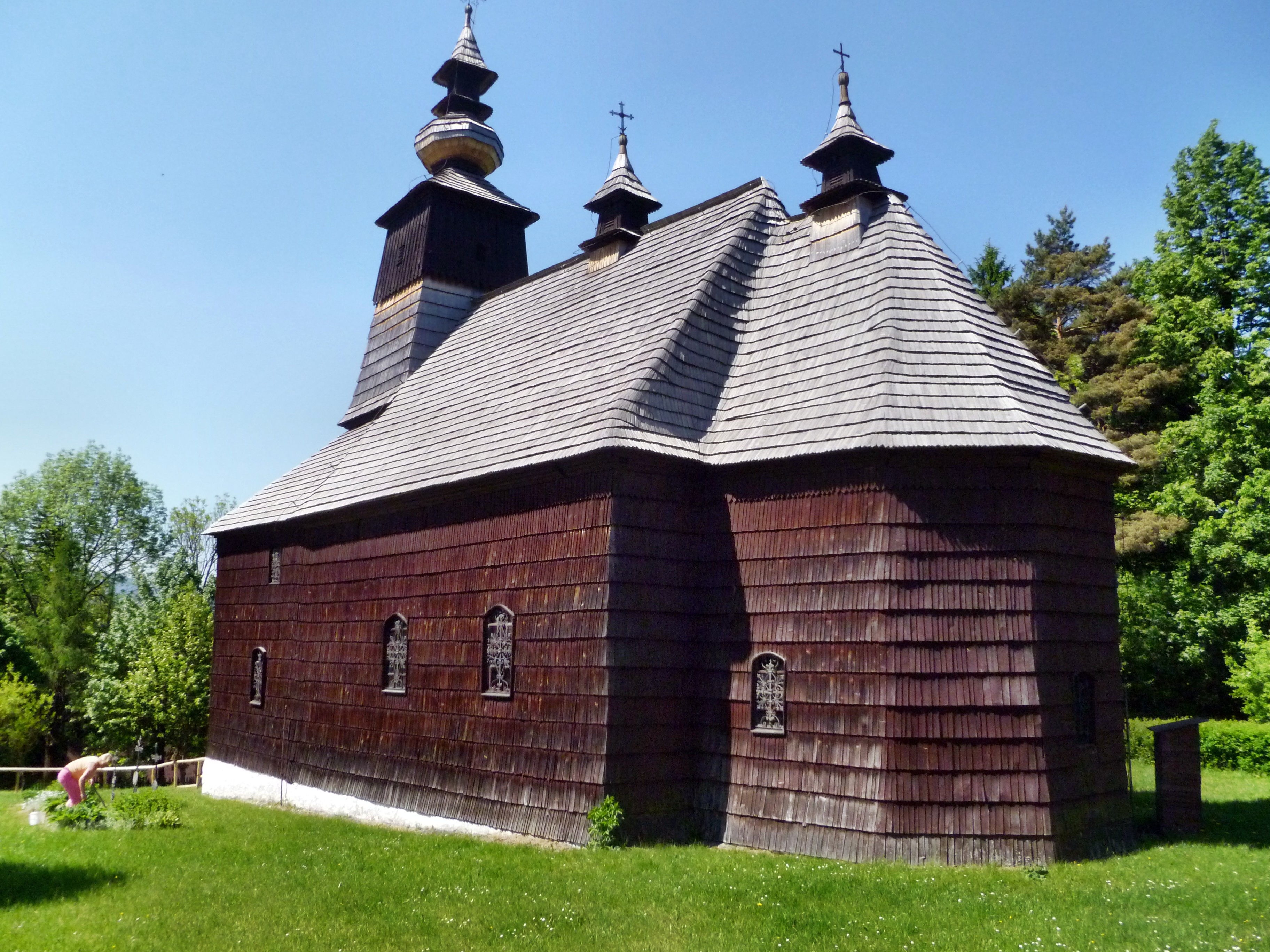
Kościół greckokatolicki z Matysovej
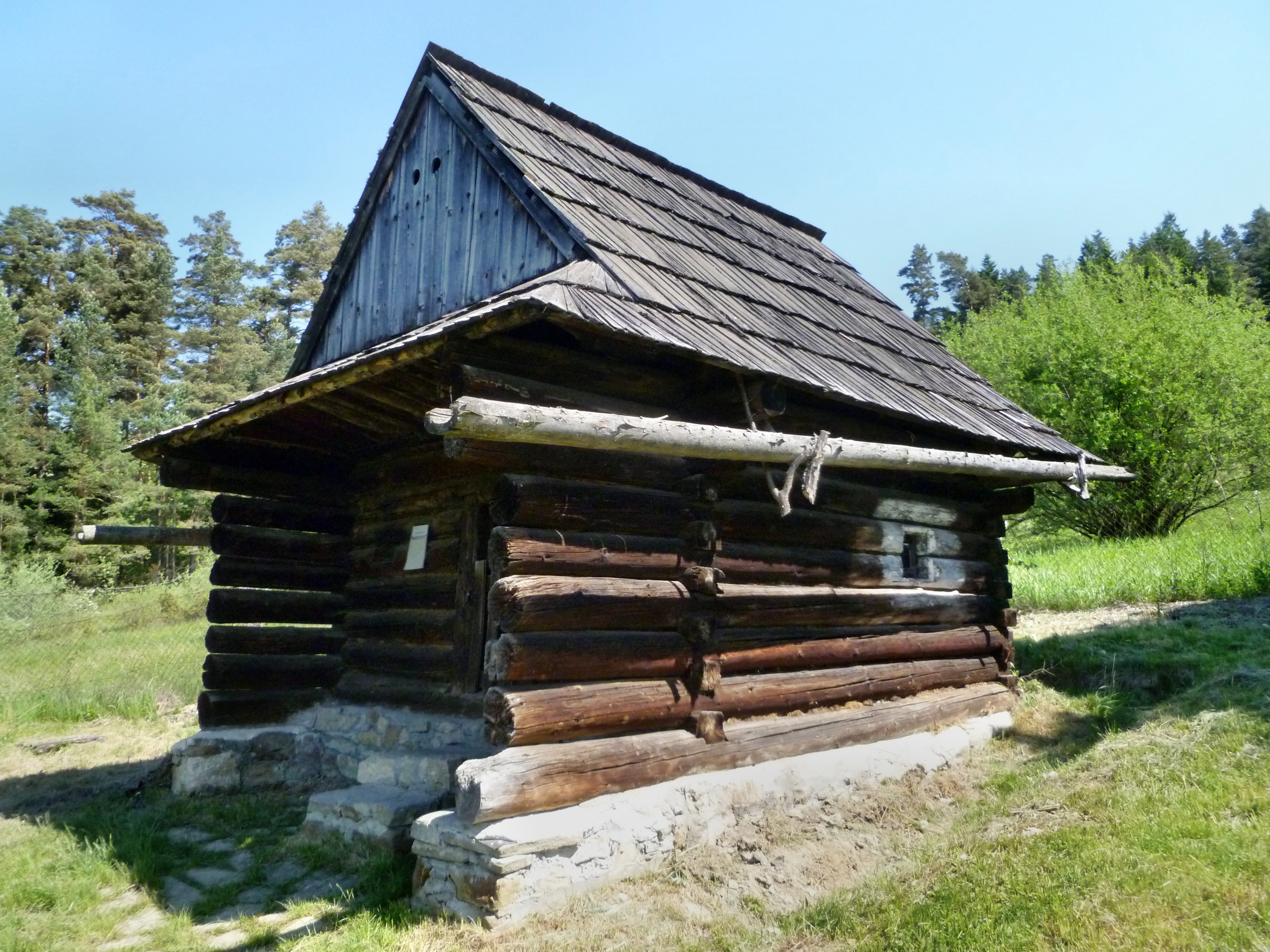
Sezonowy dom z Litmanovej
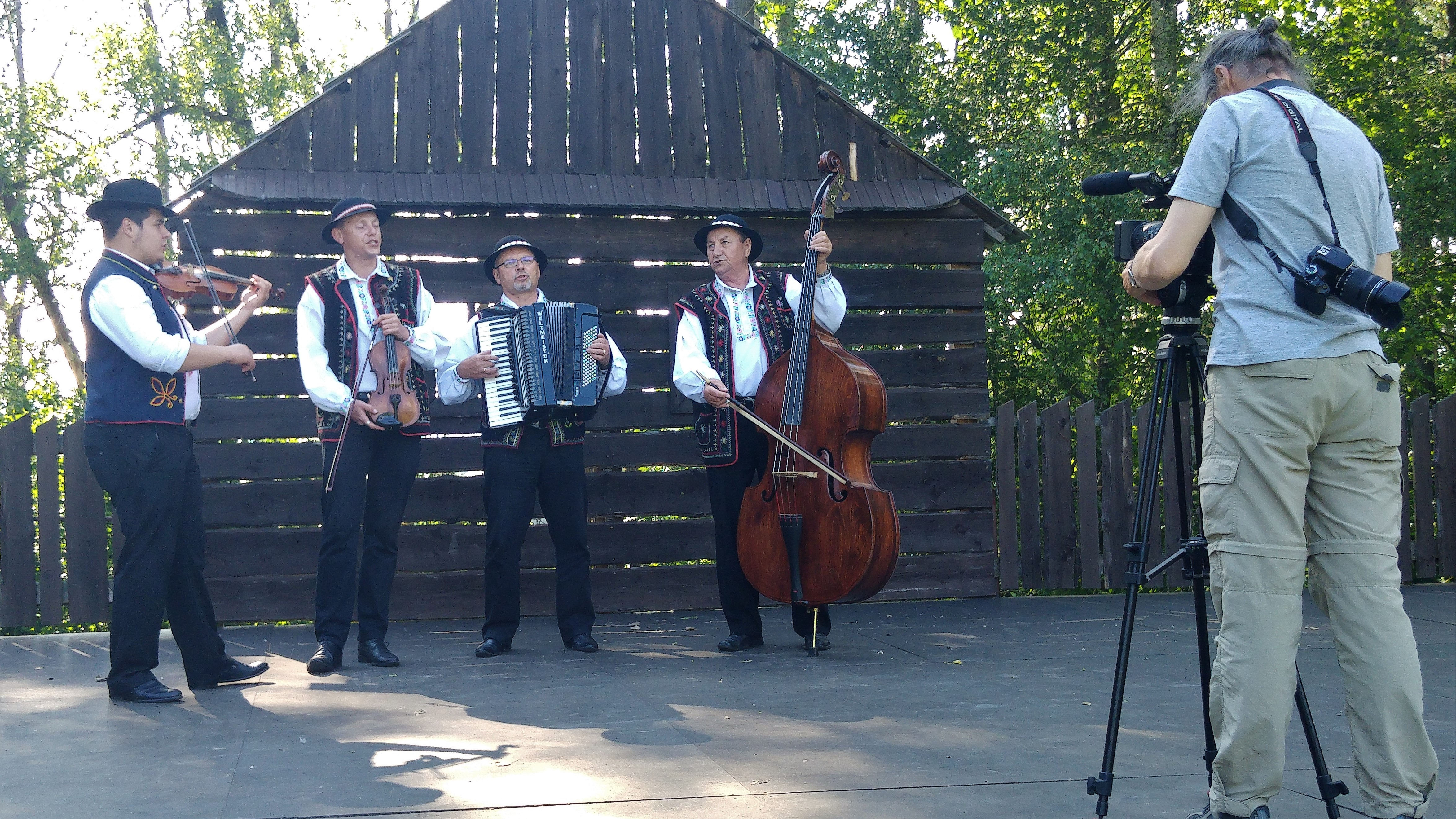
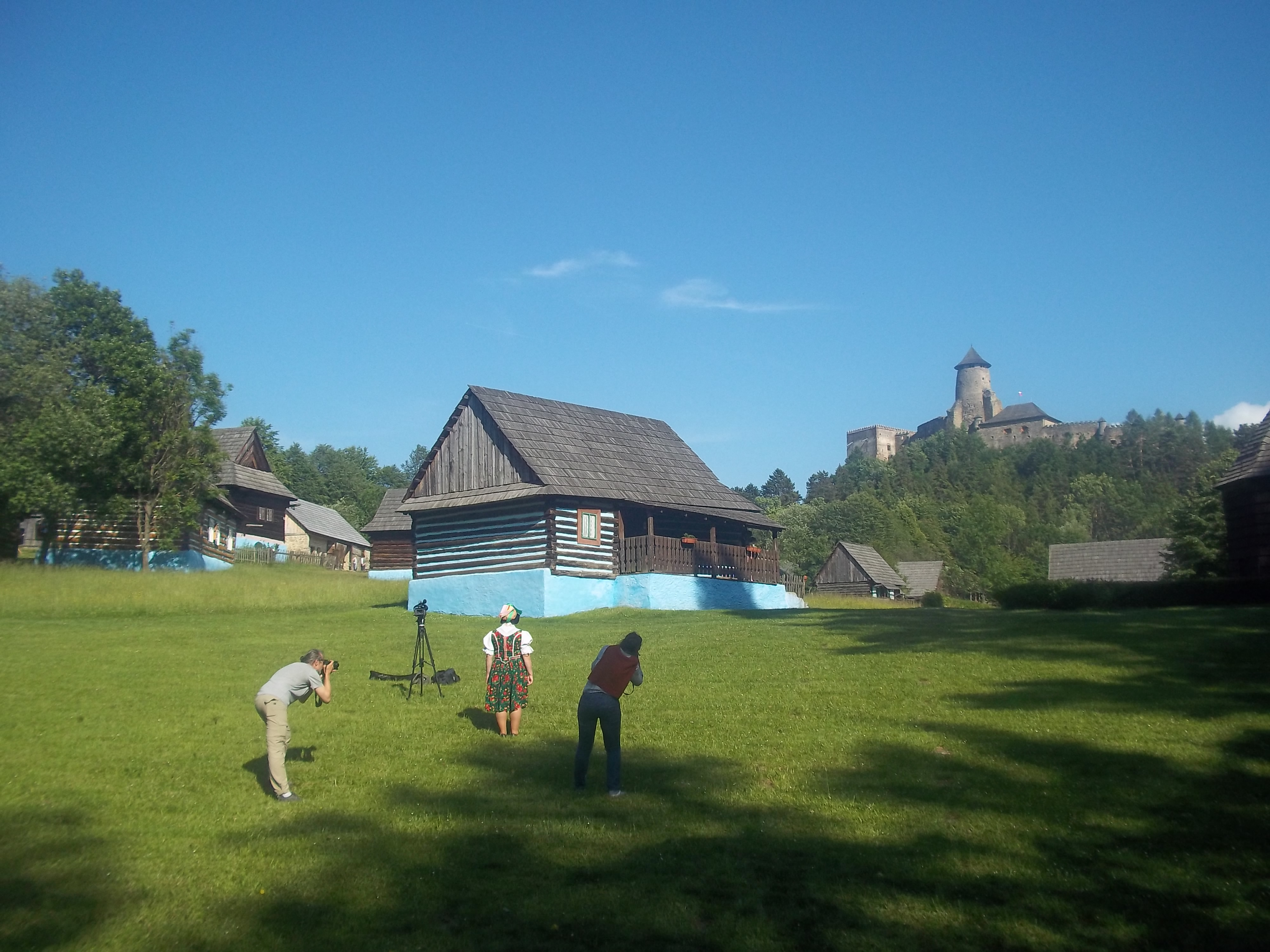
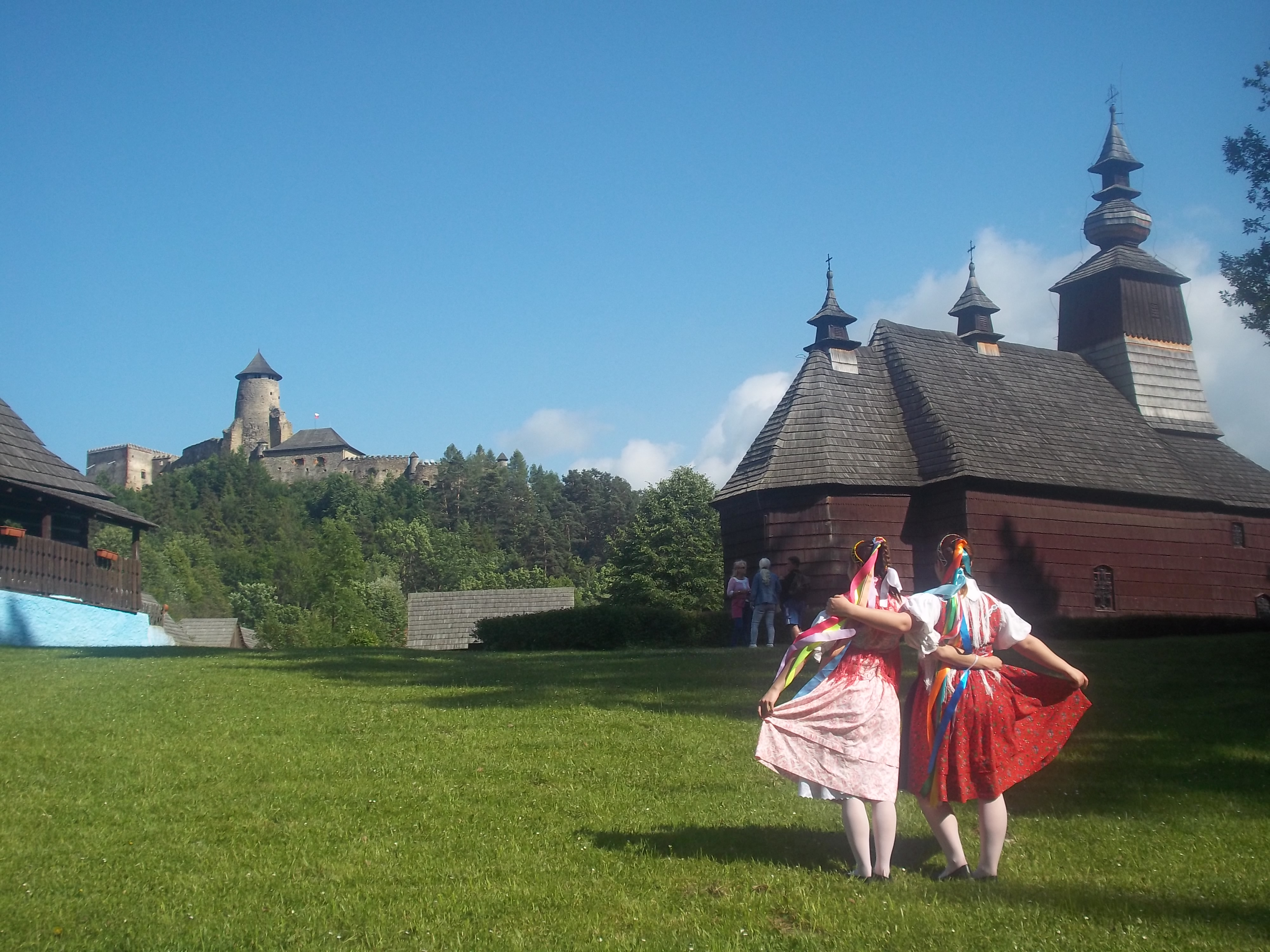
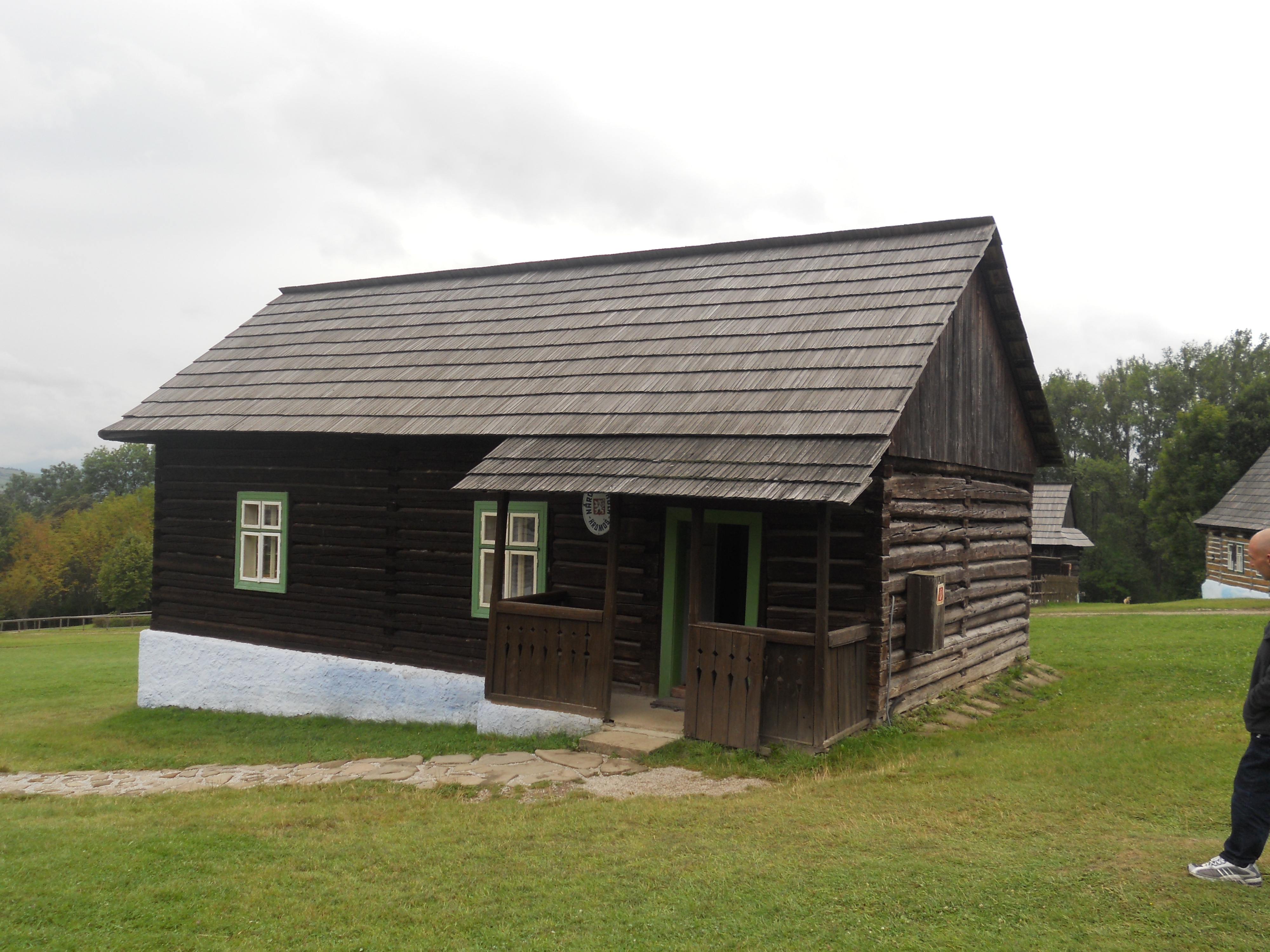
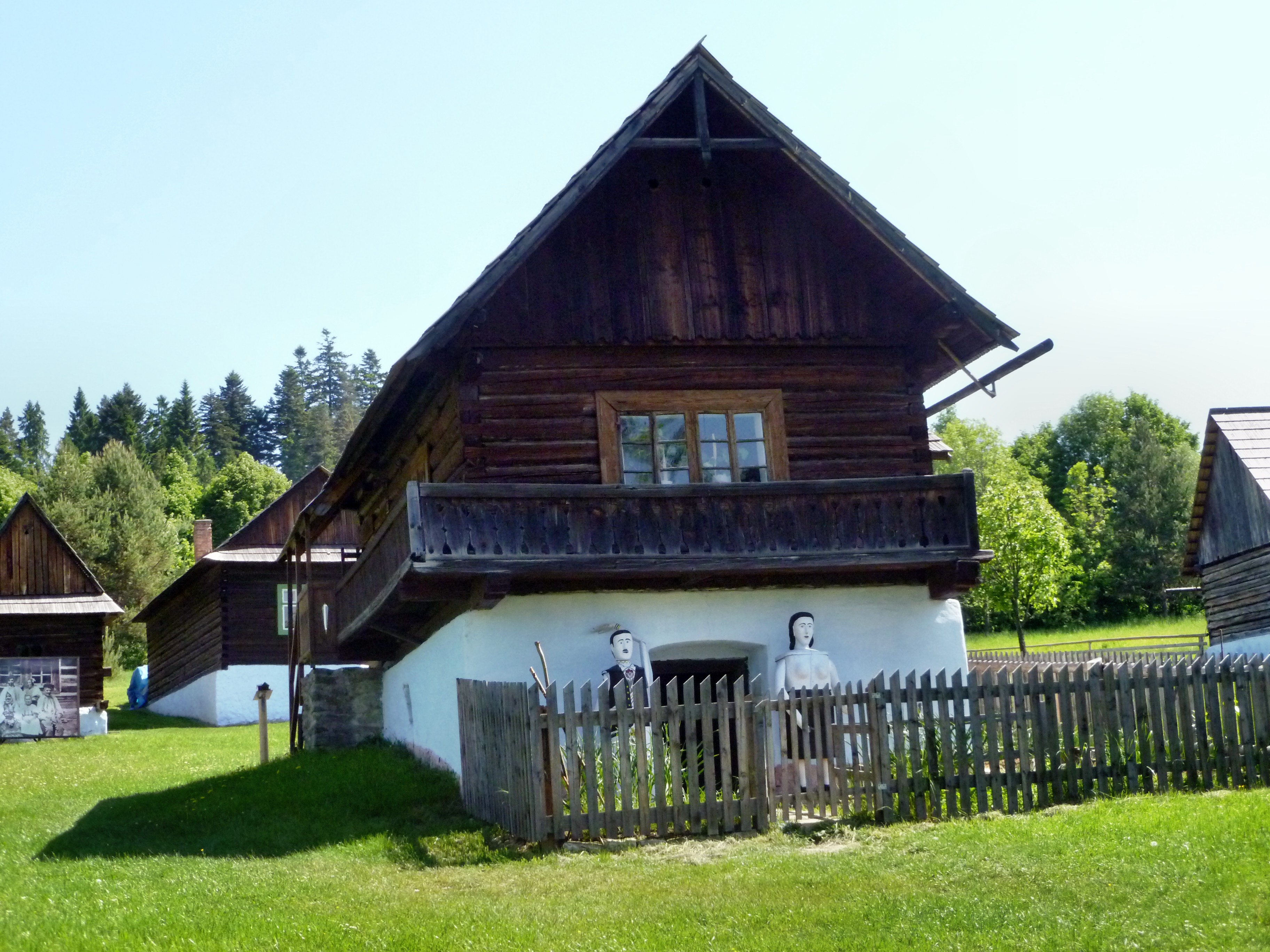
Dom z Jarabiny, 1938
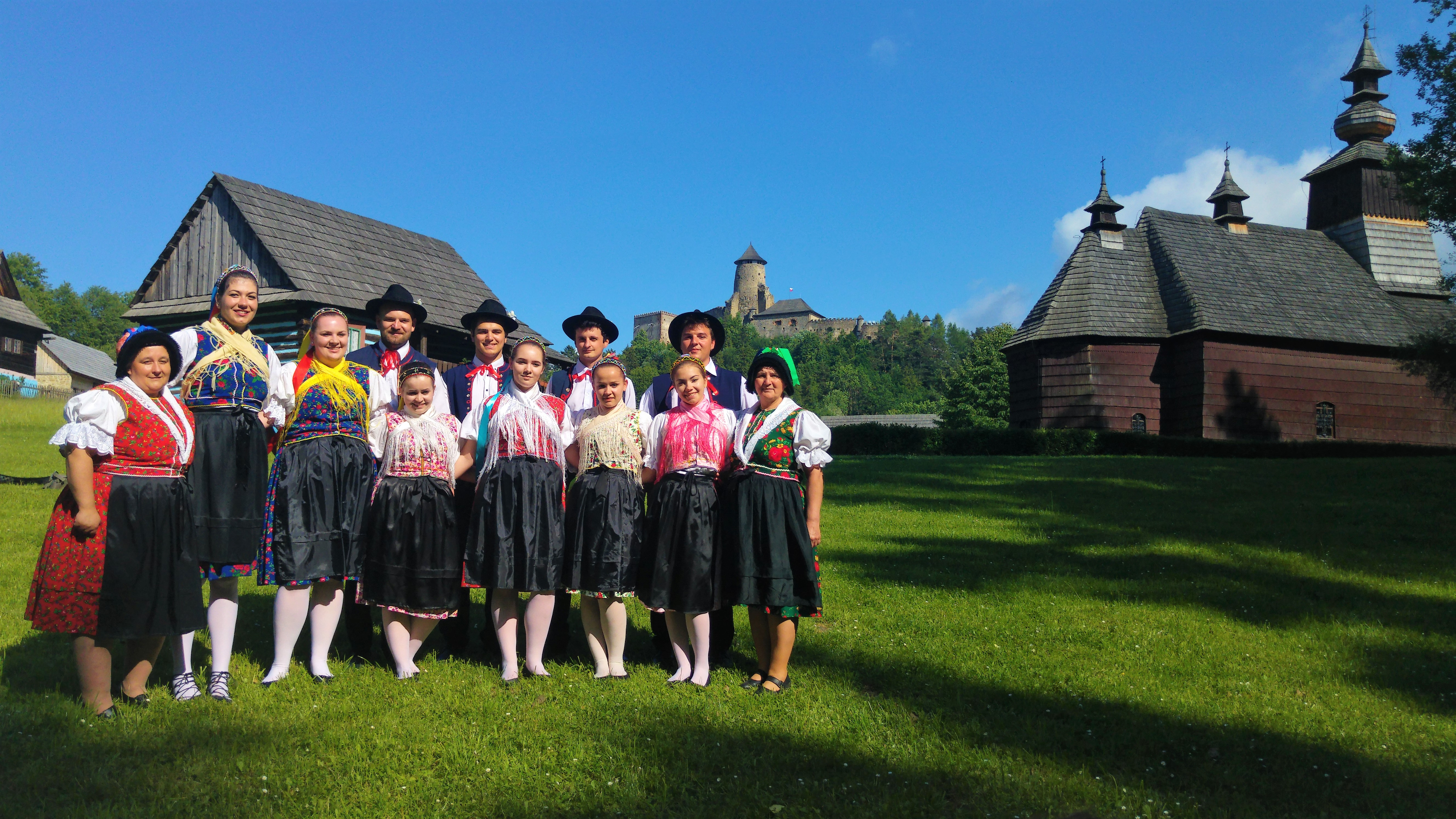
Zespół folklorystyczny Marmon na terenie skansenu
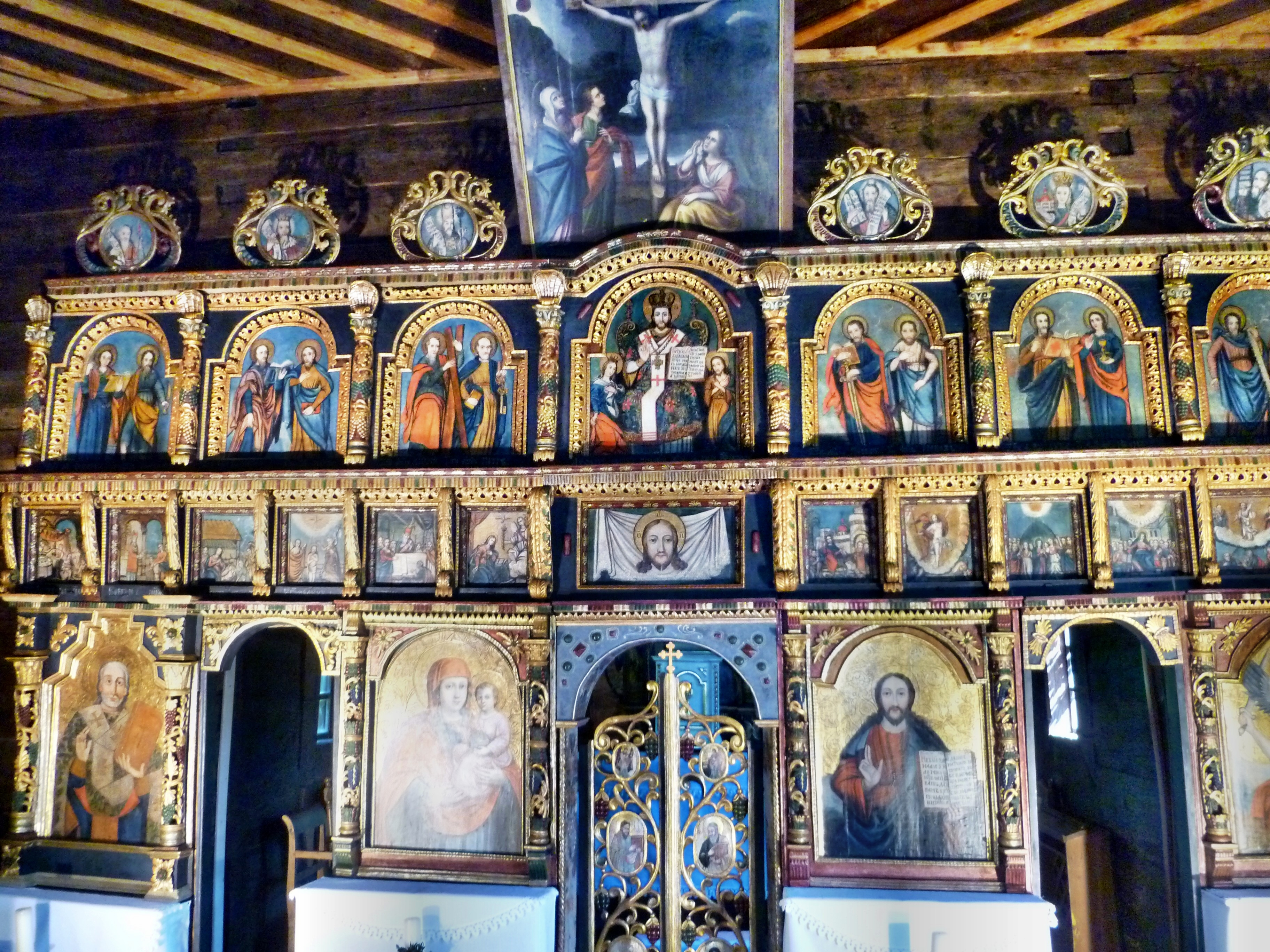
Ikonostas z XVIII wieku w cerkwi greckokatolickiej z 1833 r. pw. św. Michała Archanioła